# Драма из старинной жизни
«Драма из старинной жизни» — советский художественный фильм, поставленный на киностудии «Ленфильм» в 1971 году режиссёром Ильёй Авербахом. Фильм поставлен по рассказу Н. С. Лескова «Тупейный художник».
Премьера фильма в СССР состоялась 27 ноября 1972 года.
На съёмках фильма познакомились актриса Елена Соловей и художник-постановщик Юрий Пугач. После завершения съёмок Соловей переехала в Ленинград к Пугачу, где вскоре они поженились.

## Анонс
Драма полюбивших друг друга графского парикмахера Аркадия и крепостной актрисы Любы.

## В главных ролях
- Елена Соловей — Люба, крепостная актриса
- Анатолий Егоров — Аркашка, крепостной парикмахер
- Евгений Перов — граф Каменский

## В ролях
- Софья Павлова — Дросида
- Александр Хлопотов — граф Каменский-младший
- Людмила Аринина — мамушка
- Расми Джабраилов — Храпошка, графский арапник и соглядатай
- Феликс Антипов — священник
- Александр Афанасьев — актёр крепостного театра
- Виктор Васин — крепостной графа Каменского-старшего
- Виктор Весёлкин — пушкарь графа Каменского-старшего
- Вячеслав Васильев — палач в имении графа Каменского-старшего
- Александр Демьяненко — юродивый

## Съёмочная группа
- Авторы сценария — Илья Авербах, Владимир Беляев
По рассказу Николая Лескова «Тупейный художник»
- Режиссёр-постановщик — Илья Авербах
- Главный оператор — Дмитрий Месхиев
- Композитор — Олег Каравайчук